# شلالات نغوني

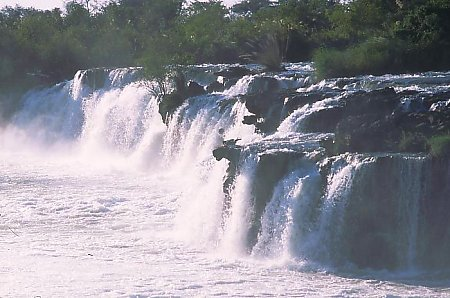
شلالات نغوني

شلالات نغوني أو شلالات سيوما هي شلال على نهر زمبيزي في غرب زامبيا، بالقرب من بلدة سيوما وعلى بعد بضع مئات الكيلومترات من المنبع من شلالات فيكتوريا. تقع الشلالات في الجزء الجنوبي من بروتسلاند، وهي رحلة يوم واحد من العاصمة لوساكا. عدم إمكانية الوصول إليها تجعلهم أقل شهرة من شلالات فيكتوريا. يقع منتزه "Ngonye Falls Community Partnership" عند الشلالات.
تتشكل السقوط عن طريق تآكل طبقة الحجر الرملي الصلبة لتشكيل القطرة. يبلغ ارتفاعها 10-25 مترًا فقط، لكن عرض السقوط مثير للإعجاب. إنها تشكل هلالًا واسعًا، تنقطعه نتوءات صخرية.
في أعلى النهر من الشلالات، يكون النهر واسعًا وضحلًا أثناء تدفقه عبر رمال كالاهاري، ولكن أسفل السقوط توجد منحدرات مائية بيضاء واسعة النطاق، حيث يحيط بالنهر عن طريق الوديان المقطوعة في صخور من الحجر الرملي.